# Руденко Микола Вікторович
Мико́ла Ві́кторович Руде́нко (2 травня 1984 — 17 жовтня 2017) — старший солдат Збройних сил України, учасник російсько-української війни.

## Життєпис
Народився 1984 року в місті Одеса. Захоплювався баскетболом — грав у шкільній команді — та зброєю. Закінчив одеську ЗОШ № 106 навчався в Одеському медичному інституті. Згодом працював автоперевізником і на будівництвах.
У лютому 2017 підписав із ЗСУ контракт на 3 роки; після навчання у 49-му батальйоні розвідки на початку березня прибув до свого підрозділу. Старший солдат, командир бойової машини (БРДМ-2) — командир 1-го відділення розвідувального взводу 10-го батальйону. Брав участь у бойових діях — починаючи з 27 травня.
17 жовтня 2017 року загинув внаслідок підриву на фугасі неподалік села Павлопіль.
21 жовтня 2017-го відбулося прощання в одеському Будинку офіцерів. Похований на Другому міському цвинтарі.
Без Миколи лишилися мама Наталія Петрівна, батько Віктор Миколайович, дружина і донька 2011 р.н.

## Нагороди та вшанування
- Указом Президента України № 42/2018 від 26 лютого 2018 року «за особисту мужність і самовіддані дії, виявлені у захисті державного суверенітету та територіальної цілісності України, зразкового виконання військового обов'язку» — нагороджений орденом «За мужність» III ступеня (посмертно)[1]
- відзнака МОУ «Знак Пошани».
- відзнака Начальника Генерального Штабу Збройних сил України «Учасник АТО».
- 17 жовтня 2018 року на фасаді одеської загальноосвітньої школи № 106 відкрито меморіальну дошку честі Миколи Руденка.